# Vinterkronmal
Vinterkronmal (Bucculatrix humiliella) är en fjärilsart som beskrevs av Herrich-Schäffer 1855. Vinterkronmal ingår i släktet Bucculatrix och familjen kronmalar. Enligt den finländska rödlistan är arten nära hotad i Finland. Arten är reproducerande i Sverige. Artens livsmiljö är torra gräsmarker. Inga underarter finns listade i Catalogue of Life.